# Anna Bartnik
Anna Bartnik – polska politolożka, doktor habilitowana nauk społecznych, adiunkt w Instytucie Amerykanistyki i Studiów Polonijnych Uniwersytetu Jagiellońskiego.

## Kariera naukowa
W 2000 r. ukończyła studia magisterskie w zakresie politologii na UJ. 21 marca 2006 r. uzyskała na Wydziale Studiów Międzynarodowych i Politycznych UJ stopień doktora nauk humanistycznych w dyscyplinie nauk o polityce na podstawie pracy Emigracja latynoska w Stanach Zjednoczonych Ameryki po II wojnie światowej, której promotorem był Andrzej Mania. 26 maja 2020 r. uzyskała na tej samej uczelni i w tej samej dyscyplinie habilitację na podstawie dorobku naukowego i rozprawy Migracje do Stanów Zjednoczonych Ameryki w dobie globalizacji. Determinanty, interakcje, skutki.
W macierzystym instytucie należy do zespołu Zakładu Ameryki Łacińskiej.